# Josh Webster

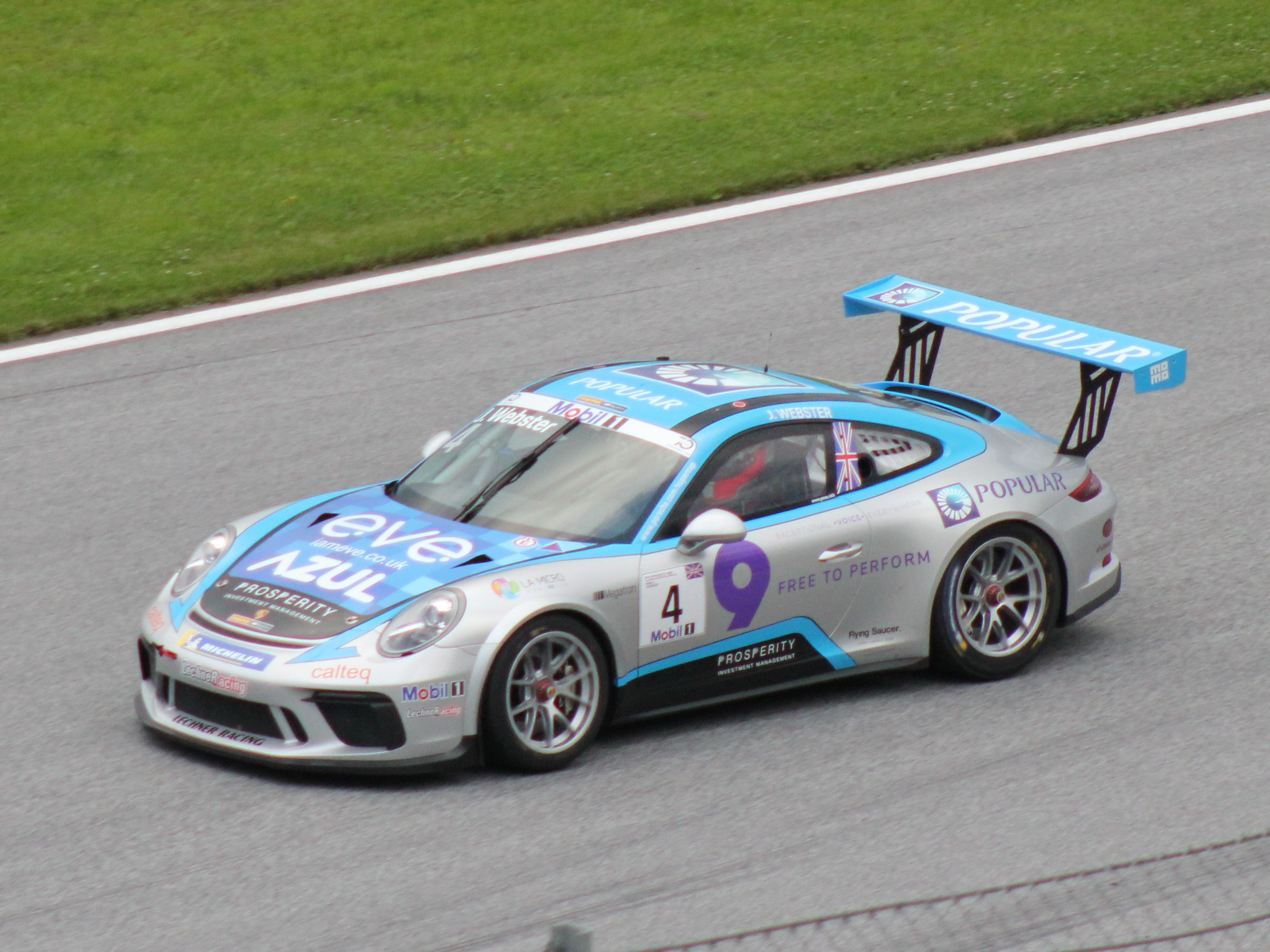
Josh Webster beim Porsche Supercup-Rennen am Red Bull Ring 2018

Josh Webster (* 6. Februar 1994 in Chelmsford, England) ist ein britischer Automobilrennfahrer. Er startete 2013 in der GP3-Serie.

## Karriere
Webster begann seine Motorsportkarriere 2008 im Kartsport, in dem er bis 2009 aktiv war. 2010 wechselte er in den Formelsport. Er trat in der BARC Formel Renault an und erreichte mit vier Podest-Platzierungen und einem zweiten Platz als bestem Resultat den vierten Gesamtrang. Darüber hinaus gewann Webster die Wintermeisterschaft der BARC Formel Renault. Zusätzlich nahm er an einzelnen Rennen anderer Serien teil. 2011 verbesserte sich Webster in der BARC Formel Renault mit drei Siegen auf den zweiten Rang. Mit 286 zu 295 Punkten unterlag er Dino Zamparelli. Im Anschluss an die Saison nahm er an der Winterserie der britischen Formel Renault teil und wurde Vierter. 2012 bestritt Webster seine dritte Saison in der BARC Formel Renault. Er gewann fünf Rennen und erreichte abermals den zweiten Platz. In dieser Saison unterlag er Scott Malvern mit 335 zu 368 Punkten. Darüber hinaus startete er beim Formel-3-Masters.
2013 erhielt Webster ein Cockpit bei Status Grand Prix in der GP3-Serie. Während seine Teamkollegen Adderly Fong und Alexander Sims Punkte holten, blieb Webster punktelos und beendete die Saison auf dem 28. Gesamtrang.

## Statistik

### Karrierestationen
| - 2008–2009: Kartsport - 2010: BARC Formel Renault (Platz 4) - 2010: BARC Formel Renault, Winterserie (Meister) | - 2010: Autosport Young Guns (Platz 11) - 2010: Monoposto Championship, Mono 2000 (Platz 15) - 2011: BARC Formel Renault (Platz 2) | - 2011: Britische Formel Renault, Winterserie (Platz 4) - 2012: BARC Formel Renault (Platz 2) - 2013: GP3-Serie (Platz 28) |

### Einzelergebnisse in der GP3-Serie
| Jahr | Team              | 1   | 2   | 3   | 4   | 5   | 6   | 7   | 8   | 9   | 10  | 11  | 12  | 13  | 14  | 15  | 16  | Punkte | Rang |
| ---- | ----------------- | --- | --- | --- | --- | --- | --- | --- | --- | --- | --- | --- | --- | --- | --- | --- | --- | ------ | ---- |
| 2013 | Status Grand Prix | ESP | ESP | ESP | ESP | GBR | GBR | GER | GER | HUN | HUN | BEL | BEL | ITA | ITA | UAE | UAE | 0      | 28.  |
| 2013 | Status Grand Prix | DNF | DNF | 17  | 18  | 16  | 16  | DNF | DNF | 21  | 20  | DNF | 18  | DNF | 16  | 21  | 22  | 0      | 28.  |

### Sebring-Ergebnisse
| Jahr | Team              | Fahrzeug                | Teamkollege       | Teamkollege      | Teamkollege  | Platzierung | Ausfallgrund |
| ---- | ----------------- | ----------------------- | ----------------- | ---------------- | ------------ | ----------- | ------------ |
| 2016 | Konrad Motorsport | Lamborghini Huracán GT3 | Christopher Brück | Terry Borcheller | Franz Konrad | Rang 35     |              |